# قرار مجلس الأمن التابع للأمم المتحدة رقم 2097
قرار مجلس الأمن التابع للأمم المتحدة رقم 2097، المتخذ بالإجماع في 26 مارس 2013م.

## روابط خارجية
- نص القرار في undocs.org